# Ichiro Suzuki

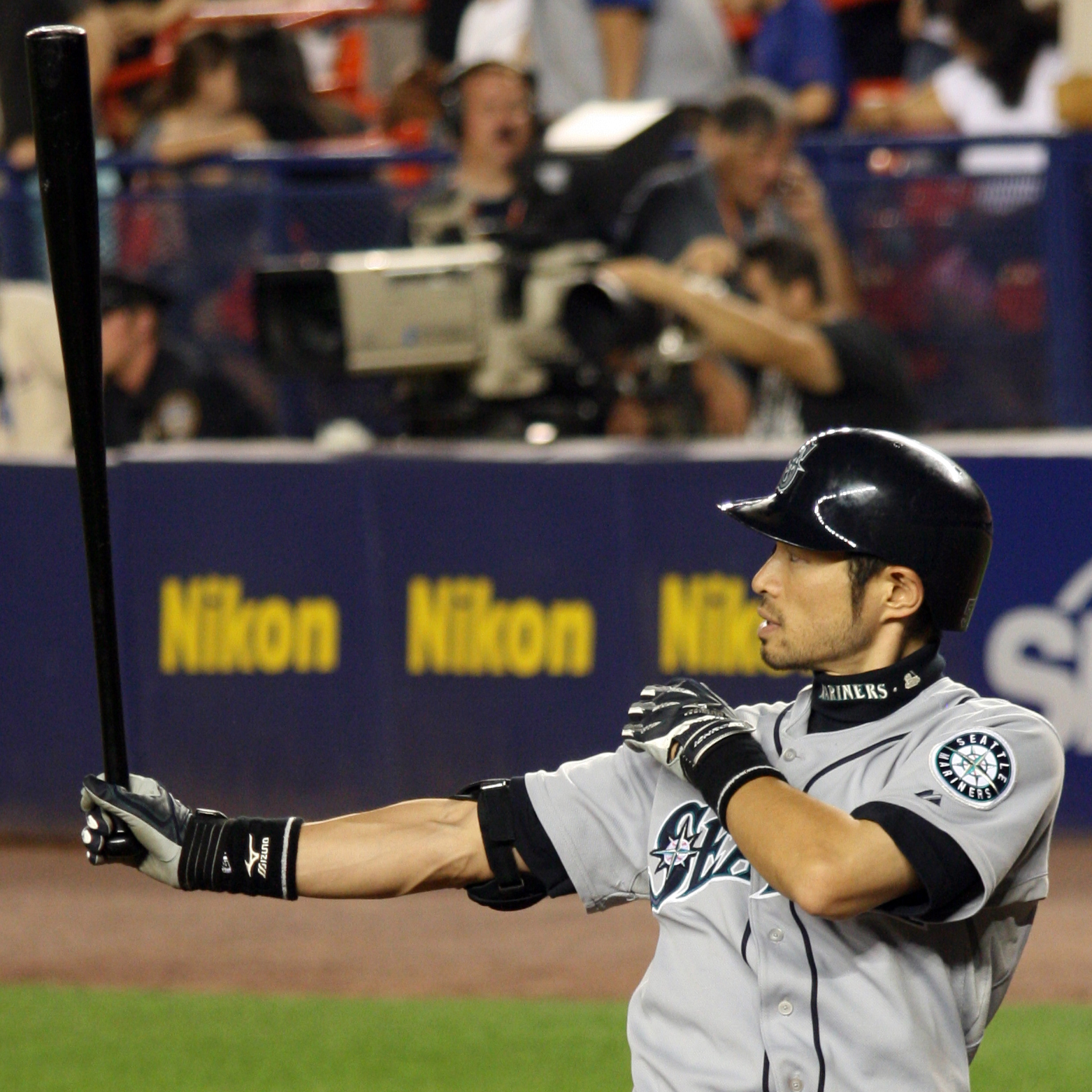
Ichiro Suzuki

Ichiro Suzuki (japoneză 铃木 一 朗, すずき いちろう, n. 22 octombrie 1973), cunoscut în SUA și ca "Silent Samurai" (samuraiul tăcut) este un jucător de baseball japonez care a jucat pentru Seattle Mariners. Este cel mai de succes jucător japonez din Major League Baseball. Deține recordul pentru cel mai mare număr de reușite în timpulul unui sezon în MLB (262).